# Aase Bye
Aase Synnøve Bye (Oslo, 4 giugno 1904 – Oslo, 10 luglio 1991) è stata un'attrice norvegese.

## Filmografia parziale
- Fager er lien, regia di Harry Ivarson (1925)
- Brudeferden i Hardanger, regia di Rasmus Breistein (1926)
- Kristine Valdresdatter, regia di Rasmus Breistein (1930)